# Stephan Grube
Stephan Grube OT (* 1450 in Leipzig; † 20. Dezember 1483 in Riga) war von 1480 bis zu seinem Tod Erzbischof von Riga.

## Leben
Grube stammte aus einer vermögenden Bürgerfamilie in Leipzig. Nach dem Studium in Leipzig und Bologna wurde er zunächst Deutschordenspriester, später Tressler in einem thüringischen Ordenshaus. Nach Unstimmigkeiten bei der Rechnungsführung die ihm angelastet wurden, trat er aus dem Orden aus und ging nach Italien. Dort trat er wieder in das Ordenshaus S. Leonardo der Deutschordensballei Apulien ein. Hier wurde er 1474 nach Fürsprache durch König Ferdinand I. von Papst Sixtus IV., der ihm lebenslang ein Förderer blieb, zum Bischof von Troia ernannt. Aus den Einkünften des Bistums, die auf 800 Florin taxiert waren, musste er dem Kardinal Raffaele Riario eine Pension in Höhe von 400 Florin überlassen. Er erhielt zudem die Ballei Apulien übertragen, die erst nach seinem Tod an den Papst, nicht jedoch an den Orden zurückfiel.
Seit 1478 bemühte er sich bei der Kurie um das Amt des Generalprokurators des Deutschen Ordens in Rom und war damit schließlich 1480 erfolgreich.
Nachdem der Livländische Ordensmeister Bernd von der Borch das Rigaer Domkapitel dazu bewegt hatte, seinen Oheim, den Revaler Bischof Simon von der Borch zum Erzbischof zu wählen, bat er den Generalprokurator Grube, die Bestätigung beim Papst nach Kräften zu fördern. Doch Papst Sixtus IV. ernannte stattdessen Grube am 22. März 1480 zum Erzbischof. Die Entscheidung war offensichtlich auf den vermeintlichen Fürsprecher zurückzuführen. Grube musste die Bitte aus Livland systematisch hintertriebenen haben und hatte sich aus der Position des Generalprokurator selbst erfolgreich und gegen die Interessen des Hochmeisters um das Amt des Erzbischofs in Riga beworben. Nach Empfang der Rigaer Erzbischofswürde erwirkte er den Kirchenbann gegen Bernd und Simon von der Borch.
Als Grube im Sommer 1483, drei Jahre nach seiner Erhebung, erstmals nach Riga kam, bewegte er den Rat der Stadt trotz des geschlossenen Waffenstillstands zum Krieg gegen den Deutschen Orden, in dessen Folge das Rigaer Ordensschloss belagert und 1484 zerstört wurde.